# Ekarma
Ekarma (russisch Экарма, jap. 越渇磨島, Ekaruma-tō) ist eine Vulkaninsel der russischen Kurilen. Ekarma liegt zwischen Schiaschkotan und Tschirinkotan. Von der südöstlich gelegenen Insel Schiaschkotan ist sie durch die 8,5 Kilometer breite Ekarma-Straße getrennt. Rund 30 Kilometer westlich von Ekarma liegt Tschirinkotan. 
Die Insel stellt den über den Meeresspiegel ragenden Teil von zwei zusammengewachsenen Schichtvulkanen dar. Sie hat eine Ausdehnung von 7,5 × 5 Kilometern mit einer Fläche von 30 km². Der westliche Gipfel erreicht eine Höhe von 1170 m. 
Der westliche Vulkan war in historischer Zeit aktiv. Bei einem Ausbruch zwischen 1767 und 1769 entstand ein neuer Lavadom. Nach einer Eruption 1980 wurde der Vulkan erneut 2010 aktiv. Dabei trat aus einer Spalte am Südwesthang Dampf und Asche aus; zudem bildeten sich Lahars.
Ekarma gehört politisch zur Oblast Sachalin der russischen Föderation.